# Маковецька-Трофимчук Людмила Георгіївна
Маковецька Людмила Георгіївна (16 листопада 1948, с. Олександродар Доманівського району Миколаївської області) — українська співачка (лірико-колоратурне сопрано), акторка Київського національного академічного театру оперети. Народна артистка Української РСР (1985).

## Творча діяльність
Людмила Георгіївна Маковецька народилась 16 листопада 1948 в селі Олександродар Доманівського району Миколаївської області. Ще маленькою дівчинкою переїхала з батьками до Кропивницького, де її віддали до музичної школи навчатися гри на скрипці. Але співати їй подобалося більше, ніж грати. Людмила стала солісткою шкільного хору, а згодом вступила до Кіровоградського музичного училища на диригентсько-хорове відділення, яке закінчила у 1968 році. Навчалась у класі С. Дорогого.
Згодом вступила до Київської консерваторії. Її педагог, народна артистка України Христич Зоя Петрівна, говорила своїй учениці: «Ви володієте красивим і рідкісним голосом — лірико-колоратурним сопрано, і невдовзі любителі вокалу оцінять його». Так і сталось. Глядачі оцінили її голос, коли з 1972 року Людмила Георгіївна почала працювати в Київському національному академічному театрі оперети. «Творче амплуа та чудове лірико-колоратурне сопрано дало змогу реалізуватися актрисі в різноплановому репертуарі — від дитячих вистав до ліричних героїнь, характерних персонажів сучасної та світової класики» — відзначається на офіційному сайті театру.
Крім роботи в театрі вона також співала в концертному дуеті з Олександром Трофимчуком. У 1970—1980 роках їхня концертна діяльність принесла визнання і популярність. Фірмою «Мелодія» видано дві платівки дуету «Як надійшла любов» (1983) та «Зорі викупані в щасті» (1987). Ними наспівано понад чотири години фондових записів, серед яких є унікальні твори — народні, авторські пісні, класика.
Голос Маковецької-Трофимчук звучав у багатьох країнах світу, серед яких США, Канада, Аргентина, Уругвай, Німеччина, Польща, Італія, Югославія, Англія, Австрія, Греція.

## Громадянська позиція
13 березня 2014 Л. Г. Маковецька серед інших діячів культури поставила свій підпис під «Заявою від діячів культури України до творчої спільноти світу».

## Ролі
На сцені театру оперети Людмила Маковецька виконувала партії у виставах:
- «Майська ніч», «Ніч у Венеції» Й. Штрауса
- «Таке єврейське щастя» І. Поклада
- «Вогні рампи», «Весела вдова» Ф. Легара
- «Сільва», «Баядера», «Принцеса цирку» І. Кальмана.

У виставі театру 2011 року «За двома зайцями» В. Ільїна та В. Лукашова виконала роль Явдокії.